# Lý Vinh Bảo
Lý Vinh Bảo (chữ Hán: 李荣保, tiếng Mãn: ᡶᡠᠴᠠ, chuyển tả: Lirongbao; 1674 - 1723) là một đại thần nhà Thanh dưới thời Khang Hi và Ung Chính trong lịch sử Trung Quốc.
Ông là phụ thân của Hiếu Hiền Thuần Hoàng hậu - nguyên phối Hoàng hậu của Càn Long Đế và Phó Hằng - trọng thần nổi tiếng dưới thời Càn Long Đế.

## Thân thế
Ông xuất thân từ đại gia tộc Sa Tế Phú Sát thị, thuộc Mãn Châu Tương Hoàng kỳ. Tằng tổ phụ là Vượng Cát Nỗ (旺吉努), từng dấy binh tùy tùng cho Thanh Thái Tổ Nỗ Nhĩ Cáp Xích, lập được quân công. Tổ phụ là Cáp Thập Truân (哈什屯) làm Đại thần Nghị chính triều Thuận Trị Đế. Phụ thân là Mễ Tư Hàn, làm tới chức Hộ bộ Thượng thư dưới thời Khang Hi Đế. Ông là cha của Hiếu Hiền Thuần Hoàng hậu, nguyên phối thê tử của Càn Long Đế và Đại học sĩ Phó Hằng. Sau khi qua đời, ông được truy phong Nhất đẳng Thừa Ân công, ban thụy "Trang Khác" (莊慤).

## Quan lộ
Ông được điều làm Tổng quản Sát Cáp Nhĩ ở Mông Cổ.

## Gia quyến

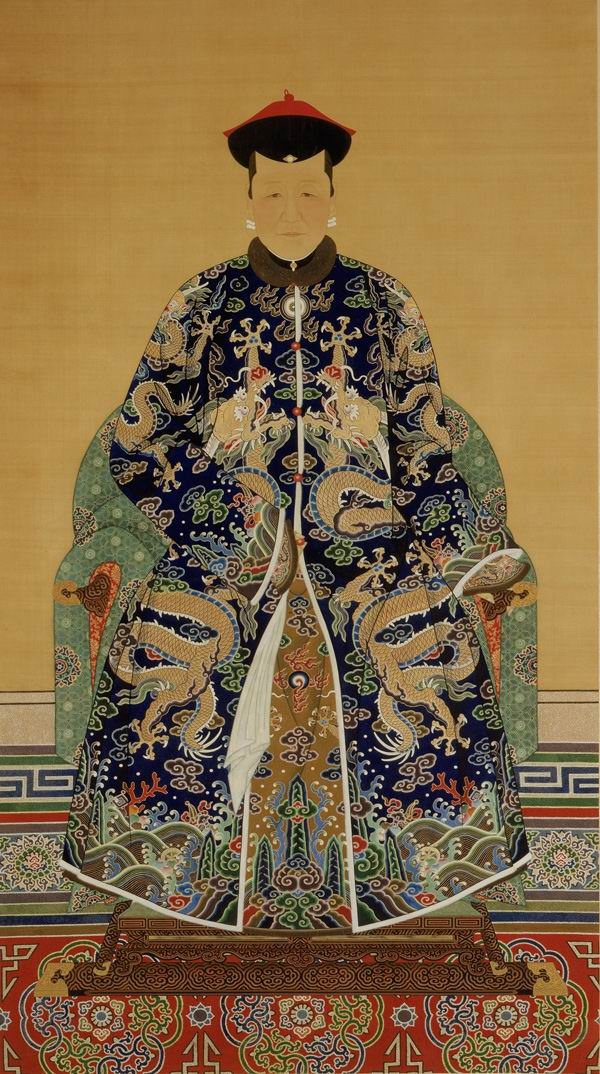
Chính thê của Lý Vinh Bảo

### Chính thê
- Giác La thị (覺羅氏).

### Hậu duệ

#### Con trai
1. Quảng Thành (廣成; ? - 1764).
  - Minh Lộc (明祿).
  - Minh Hưng (明興).
  - Tương Dũng hầu Minh Lượng (明亮; 1736 - 1822), cưới con gái thứ tư của Lý Ý Thân vương Dận Đào (胤祹).
  - Minh Anh (明英).
2. Nhất đẳng Tương Liệt Bá Phó Thanh (傅清; ? - 1750), cưới con gái của Thành vương phủ Bối tử Hoằng Cảnh (弘暻).
  - Minh Nhân (明仁).
  - Minh Nghĩa (明義).
3. Phó Ninh (傅寧).
4. Phó Văn (傅文).
  - Nhất đẳng Nam Khuê Lâm (奎林; ? - 1792).
  - Thành Gia Nghị Dũng công Minh Thụy (明瑞; ? - 1768).
  - Đích Phúc tấn của Dự Lương Thân vương Tu Linh (修齡).
  - Đích Phúc tấn của Thuận Thừa Cung Quận vương Thái Phỉ Anh A (泰斐英阿).
  - Đích Phu nhân của An vương phủ Phụng ân Phụ quốc công Kỳ Côn (奇崑).
5. Phó Khoan (傅寬).
6. Phó Tân (傅新).
7. Thừa Ân công Phó Ngọc (傅玉).
  - Minh Tuấn (明俊).
  - Chính thê của Tông thất Cảnh Tập (景熠).
  - Chính thê của Tông thất Hằng Nhạc (恆岳).
8. Tham tướng Phó Khiêm (傅謙).
  - Đích Phúc tấn của Chất Trang Thân vương Vĩnh Dung (永瑢).
  - Trắc Phúc tấn của  Định Cung Thân vương Miên Ân(緜恩)
9. Phó Hằng (傅恒; 1720 - 1770), cưới Diệp Hách Na Lạp thị (葉赫那拉氏) - con gái của Thị lang Vĩnh Thụy (永綬).
  - Vân kỵ úy Phúc Linh An (福靈安; ? - 1767), cưới con gái trưởng của Du Cung Quận vương Hoằng Khánh (弘慶).
  - Nhất đẳng Trung Dũng công Phúc Long An (福隆安; 1746 - 1784), cưới Hòa Thạc Hòa Gia Công chúa (和碩和嘉公主).
  - Đích Phúc tấn của Thành Triết Thân vương Vĩnh Tinh (永瑆).
  - Gia Dũng Trung Duệ công Phúc Khang An (福康安; 1754 - 1796), sau được truy tặng Gia Dũng Quận vương (嘉勇郡王).
  - Đích Phúc tấn của Duệ Cung Thân vương Thuần Dĩnh (淳穎).
  - Phúc Trường An (福長安; 1760 - 1817).

#### Con gái
1. Hiếu Hiền Thuần Hoàng hậu (1712 - 1748), nguyên phối thê tử của Càn Long Đế.
  - Hoàng trưởng nữ mất sớm khi chưa thụ phong.
  - Cố Luân Hòa Kính Công chúa (固倫和敬公主).
  - Đoan Tuệ Hoàng thái tử Vĩnh Liễn (永璉).
  - Triết Điệu Mẫn Thân vương Vĩnh Tông (永琮).
2. Phú Sát thị (富察氏), Đích Phúc tấn của Tông thất Tát Lạt Thiện (薩喇善).
  - Hanh Tân (亨賓).
  - Hằng Thụy (恒瑞).
  - Y Nhĩ Hàng A (伊爾杭阿).
  - Hằng Nhạc (恆岳).